# Sportliche Vereinigung Blau-Weiß 1890 1987-1988
Questa voce raccoglie le informazioni riguardanti la Sportliche Vereinigung Blau-Weiß 1890 nelle competizioni ufficiali della stagione 1987-1988.

## Stagione
Nella stagione 1987-1988 il Blau-Weiss Berlin, allenato da Bernd Hoss, concluse il campionato di 2. Bundesliga al 7º posto. In Coppa di Germania il Blau-Weiss Berlin fu eliminato al secondo turno dal Kaiserslautern.

## Rosa
| N. |                     | Ruolo | Calciatore       |
| -- | ------------------- | ----- | ---------------- |
|    | Germania (bandiera) | P     | Holger Gehrke    |
|    | Germania (bandiera) | P     | Reinhard Mager   |
|    | Germania (bandiera) | P     | Andreas Maiwald  |
|    | Germania (bandiera) | D     | Dieter Brefort   |
|    | Germania (bandiera) | D     | Jürgen Haller    |
|    | Germania (bandiera) | D     | Manfred Hellmann |
|    | Germania (bandiera) | D     | Robert Holzer    |
|    | Germania (bandiera) | D     | Michael Schmidt  |
|    | Germania (bandiera) | D     | Helmut Schweger  |
|    | Germania (bandiera) | C     | Thomas Ahlgrimm  |
|    | Irlanda (bandiera)  | C     | Alan Clarke      |
|    | Germania (bandiera) | C     | Egon Flad        |
|    | Germania (bandiera) | C     | Harald Käpernick |

| N. |                     | Ruolo | Calciatore            |
| -- | ------------------- | ----- | --------------------- |
|    | Germania (bandiera) | C     | Lutz Käpernick        |
|    | Germania (bandiera) | C     | Frank Nitsche         |
|    | Germania (bandiera) | C     | Dirk Schlegel         |
|    | Germania (bandiera) | C     | Wolfgang Schüler      |
|    | Germania (bandiera) | C     | Hans-Peter Stark      |
|    | Polonia (bandiera)  | C     | Waldemar Wielga       |
|    | Germania (bandiera) | C     | Achim Wilbois         |
|    | Germania (bandiera) | C     | Thomas Zwingel        |
|    | Germania (bandiera) | A     | Stefan Dinauer        |
|    | Germania (bandiera) | A     | Jörg Gaedke           |
|    | Germania (bandiera) | A     | Michael Sahr          |
|    | Germania (bandiera) | A     | Thorsten Schlumberger |

## Organigramma societario
Area tecnica
- Allenatore: Bernd Hoss
- Allenatore in seconda:
- Preparatore dei portieri:
- Preparatori atletici:

## Calciomercato

### Sessione estiva
| Acquisti | Acquisti              | Acquisti            | Acquisti |
| R.       | Nome                  | da                  | Modalità |
| -------- | --------------------- | ------------------- | -------- |
| D        | Robert Holzer         | Augusta             |          |
| C        | Frank Nitsche         | Vikt. Aschaffenburg |          |
| A        | Thorsten Schlumberger | Hertha Berlino      |          |
| C        | Achim Wilbois         | Norimberga          |          |

| Cessioni | Cessioni          | Cessioni       | Cessioni |
| R.       | Nome              | a              | Modalità |
| -------- | ----------------- | -------------- | -------- |
| D        | Bernd Gerber      | Bayreuth       |          |
| A        | Horst Feilzer     | SV Eutin 08    |          |
| A        | Bodo Mattern      | Darmstadt      |          |
| A        | Karl-Heinz Riedle | Werder Brema   |          |
| A        | Peter Saternus    | Hertha Berlino |          |
| C        | René Vandereycken | Gent           |          |
| A        | Selçuk Yula       | Sarıyer        |          |

### Sessione invernale
| Acquisti | Acquisti | Acquisti | Acquisti |
| R.       | Nome     | da       | Modalità |
| -------- | -------- | -------- | -------- |

| Cessioni | Cessioni | Cessioni | Cessioni |
| R.       | Nome     | a        | Modalità |
| -------- | -------- | -------- | -------- |

## Risultati

### 2. Bundesliga

#### Girone di andata
| Arbitro: | Wittke |

|                      |           |                                        |
| Steck 57’ Assion 80’ | Marcatori | 9’ Schüler 51’ Gaedke 78’, 85’ Nitsche |

| Arbitro: | Mierswa |

|                                   |           |  |
| Schüler 4’ Holzer 41’ Dinauer 70’ | Marcatori |  |

| Arbitro: | Theobald |

|            |           |  |
| Jursch 40’ | Marcatori |  |

| Arbitro: | Malbranc |

|                  |           |                       |
| Dinauer 76’, 89’ | Marcatori | 38’ Dum 57’ Schneider |

| Bayreuth 15 agosto 1987, ore 15:00 CEST 5ª giornata | Bayreuth | 0 – 0 referto | Blau-Weiß Berlin | Hans-Walter-Wild Stadion (5 100 spett.)\| Arbitro: \| Boos \| |
| Arbitro:                                            | Boos     |               |                  |                                                               |

| Arbitro: | Werner |

|                              |           |                           |
| Schüler 29’ Schlumberger 64’ | Marcatori | 9’ Delzepich 70’ Notthoff |

| Arbitro: | Diekert |

|                          |           |  |
| Müller 11’ Hahn 31’, 90’ | Marcatori |  |

| Arbitro: | Schmidhuber |

|              |           |  |
| Hellmann 18’ | Marcatori |  |

| Arbitro: | Heitmann |

|                           |           |              |
| Regenbogen 62’ Helmig 75’ | Marcatori | 81’ Hellmann |

| Arbitro: | Neuner |

|                  |           |           |
| Schlumberger 15’ | Marcatori | 4’ Schütz |

| Arbitro: | Broska |

|                        |           |                             |
| Köhler 48’ Schmidt 75’ | Marcatori | 19’ Schlumberger 29’ Clarke |

| Arbitro: | Weber |

|                                          |           |  |
| Schlumberger 67’, 69’ Brefort 84’ (rig.) | Marcatori |  |

| Arbitro: | Kasper |

|                             |           |                  |
| Ridder 54’ Westerwinter 70’ | Marcatori | 51’ Schlumberger |

| Arbitro: | Brückner |

|                            |           |                  |
| Wilbois 9’, 89’ Clarke 70’ | Marcatori | 13’ (aut.) Stark |

| Arbitro: | Ahlenfelder |

|  |           |                             |
|  | Marcatori | 9’ Schlumberger 75’ Schüler |

| Arbitro: | Krug |

|             |           |             |
| Schüler 64’ | Marcatori | 18’ Stadler |

| Arbitro: | Pauly |

|           |           |  |
| Gronau 9’ | Marcatori |  |

| Friburgo in Brisgovia 30 marzo 1988, ore 18:00 CEST 18ª giornata | Friburgo | 0 – 0 referto | Blau-Weiß Berlin | Dreisamstadion (3 500 spett.)\| Arbitro: \| Richmann \| |
| Arbitro:                                                         | Richmann |               |                  |                                                         |

| Arbitro: | Rubel |

|                                 |           |            |
| Flad 1’ Schüler 63’ Dinauer 77’ | Marcatori | 24’ Krella |

#### Girone di ritorno
| Arbitro: | Dardenne |

|                                             |           |              |
| Schüler 3’, 19’ Schlumberger 9’ Nitsche 11’ | Marcatori | 33’ Steubing |

| Arbitro: | Kasper |

|                    |           |                             |
| Jurgeleit 67’, 88’ | Marcatori | 16’ (rig.) Wilbois 75’ Flad |

| Arbitro: | Löwer |

|                  |           |  |
| Schlumberger 17’ | Marcatori |  |

| Arbitro: | Albrecht |

|                                       |           |                         |
| Dum 64’, 90’ Rohrbacher 83’ Brace 85’ | Marcatori | 44’ Schüler 62’ Dinauer |

| Arbitro: | Neumann |

|                                |           |  |
| Haller 7’ Schüler 34’ Flad 74’ | Marcatori |  |

| Arbitro: | Retzmann |

|           |           |  |
| Gries 30’ | Marcatori |  |

| Arbitro: | Müller |

|                    |           |  |
| Dinauer 44’ (rig.) | Marcatori |  |

| Arbitro: | Diekert |

|                                   |           |                              |
| Fuchs 10’ Baffoe 63’ Pförtner 73’ | Marcatori | 33’ Schüler 85’ Schlumberger |

| Arbitro: | Merk |

|             |           |             |
| Dinauer 19’ | Marcatori | 14’ Laibach |

| Arbitro: | Schäfer |

|                           |           |                  |
| Živković 40’ Backhaus 90’ | Marcatori | 77’ Schlumberger |

| Arbitro: | Wittke |

|                                                                     |           |  |
| Schlumberger 6’, 36’ Wilbois 30’, 81’ (rig.) Schüler 39’ Gaedke 90’ | Marcatori |  |

| Arbitro: | Gochermann |

|                                  |           |                                  |
| Caligiuri 40’ van der Pütten 90’ | Marcatori | 15’, 70’ Schlumberger 22’ Gaedke |

| Arbitro: | Bruch |

|                         |           |                |
| Dinauer 62’ Schüler 63’ | Marcatori | 65’ Kollenberg |

| Arbitro: | Zimmermann |

|              |           |                  |
| Jankovic 65’ | Marcatori | 76’ Schlumberger |

| Arbitro: | Kasper |

|                       |           |  |
| Wilbois 4’ Gaedke 51’ | Marcatori |  |

| Arbitro: | Osmers |

|                                         |           |  |
| Schindler 10’ Allgöwer 75’ Grabosch 87’ | Marcatori |  |

| Arbitro: | Pauly |

|                  |           |              |
| Wilbois 78’, 90’ | Marcatori | 7’, 9’ Golke |

| Arbitro: | Reinstädtler |

|                              |           |          |
| Nitsche 15’, 48’ Wilbois 26’ | Marcatori | 46’ Sané |

| Arbitro: | Löwer |

|                                  |           |  |
| Pickenäcker 57’, 86’ Dezelak 76’ | Marcatori |  |

### Coppa di Germania
| Arbitro: | Kruse |

|  |           |                                  |
|  | Marcatori | 110’ Dinauer 112’, 119’ Hellmann |

| Arbitro: | Dellwing |

|                                       |           |                                         |
| Kohr 9’ Hartmann 19’ Allievi 65’, 88’ | Marcatori | 20’ Schlumberger 79’ Holzer 83’ Dinauer |

## Statistiche

### Statistiche di squadra
| Competizione      | Punti | In casa | In casa | In casa | In casa | In casa | In casa | In trasferta | In trasferta | In trasferta | In trasferta | In trasferta | In trasferta | Totale | Totale | Totale | Totale | Totale | Totale | DR  |
| Competizione      | Punti | G       | V       | N       | P       | Gf      | Gs      | G            | V            | N            | P            | Gf           | Gs           | G      | V      | N      | P      | Gf     | Gs     | DR  |
| ----------------- | ----- | ------- | ------- | ------- | ------- | ------- | ------- | ------------ | ------------ | ------------ | ------------ | ------------ | ------------ | ------ | ------ | ------ | ------ | ------ | ------ | --- |
| 2. Bundesliga     | 43    | 19      | 13      | 6       | 0       | 44      | 14      | 19           | 3            | 5            | 11           | 21           | 34           | 38     | 16     | 11     | 11     | 65     | 48     | +17 |
| Coppa di Germania | -     | 0       | 0       | 0       | 0       | 0       | 0       | 2            | 1            | 0            | 1            | 6            | 4            | 2      | 1      | 0      | 1      | 6      | 4      | +2  |
| Totale            | 43    | 19      | 13      | 6       | 0       | 44      | 14      | 21           | 4            | 5            | 12           | 27           | 38           | 40     | 17     | 11     | 12     | 71     | 52     | +19 |

### Andamento in campionato
| Giornata  | 1 | 2 | 3 | 4 | 5 | 6 | 7  | 8 | 9  | 10 | 11 | 12 | 13 | 14 | 15 | 16 | 17 | 18 | 19 | 20 | 21 | 22 | 23 | 24 | 25 | 26 | 27 | 28 | 29 | 30 | 31 | 32 | 33 | 34 | 35 | 36 | 37 | 38 |
| --------- | - | - | - | - | - | - | -- | - | -- | -- | -- | -- | -- | -- | -- | -- | -- | -- | -- | -- | -- | -- | -- | -- | -- | -- | -- | -- | -- | -- | -- | -- | -- | -- | -- | -- | -- | -- |
| Luogo     | T | C | T | C | T | C | T  | C | T  | C  | T  | C  | T  | C  | T  | C  | T  | T  | C  | C  | T  | C  | T  | C  | T  | C  | T  | C  | T  | C  | T  | C  | T  | C  | T  | C  | C  | T  |
| Risultato | V | V | P | N | N | N | P  | V | P  | N  | N  | V  | P  | V  | V  | N  | P  | N  | V  | V  | N  | V  | P  | V  | P  | V  | P  | N  | P  | V  | V  | V  | N  | V  | P  | N  | V  | P  |
| Posizione | 4 | 1 | 4 | 5 | 6 | 6 | 12 | 9 | 10 | 10 | 11 | 8  | 11 | 8  | 6  | 6  | 8  | 10 | 6  | 6  | 6  | 5  | 6  | 5  | 7  | 5  | 7  | 7  | 8  | 7  | 7  | 6  | 6  | 5  | 6  | 7  | 7  | 7  |

Legenda:

Luogo: C = Casa; T = Trasferta. Risultato: V = Vittoria; N = Pareggio; P = Sconfitta.

### Statistiche dei giocatori
| Giocatore       | 2. Bundesliga | 2. Bundesliga | 2. Bundesliga | 2. Bundesliga | Coppa di Germania | Coppa di Germania | Coppa di Germania | Coppa di Germania | Totale   | Totale | Totale      | Totale     |
| Giocatore       | Presenze      | Reti          | Ammonizioni   | Espulsioni    | Presenze          | Reti              | Ammonizioni       | Espulsioni        | Presenze | Reti   | Ammonizioni | Espulsioni |
| --------------- | ------------- | ------------- | ------------- | ------------- | ----------------- | ----------------- | ----------------- | ----------------- | -------- | ------ | ----------- | ---------- |
| T. Ahlgrimm     | 9             | 0             | 1             | 0             | 0                 | 0                 | 0                 | 0                 | 9        | 0      | 1           | 0          |
| D. Brefort      | 9             | 1             | 1             | 0             | 0                 | 0                 | 0                 | 0                 | 9        | 1      | 1           | 0          |
| A. Clarke       | 17            | 2             | 0             | 1             | 1                 | 0                 | 1                 | 0                 | 18       | 2      | 1           | 1          |
| S. Dinauer      | 29            | 8             | 2             | 0             | 2                 | 2                 | 0                 | 0                 | 31       | 10     | 2           | 0          |
| E. Flad         | 30            | 3             | 9             | 0             | 2                 | 0                 | 2                 | 0                 | 32       | 3      | 11          | 0          |
| J. Gaedke       | 20            | 4             | 0             | 0             | 0                 | 0                 | 0                 | 0                 | 20       | 4      | 0           | 0          |
| H. Gehrke       | 20            | 0             | 0             | 0             | 0                 | 0                 | 0                 | 0                 | 20       | 0      | 0           | 0          |
| B. Gerber       | 4             | 0             | 1             | 0             | 0                 | 0                 | 0                 | 0                 | 4        | 0      | 1           | 0          |
| J. Haller       | 27            | 1             | 4             | 0             | 2                 | 0                 | 0                 | 0                 | 29       | 1      | 4           | 0          |
| M. Hellmann     | 32            | 2             | 2             | 0             | 2                 | 2                 | 0                 | 0                 | 34       | 4      | 2           | 0          |
| R. Holzer       | 32            | 1             | 6             | 0             | 2                 | 1                 | 0                 | 0                 | 34       | 2      | 6           | 0          |
| H. Käpernick    | 2             | 0             | 0             | 0             | 1                 | 0                 | 0                 | 0                 | 3        | 0      | 0           | 0          |
| L. Käpernick    | 1             | 0             | 0             | 0             | 0                 | 0                 | 0                 | 0                 | 1        | 0      | 0           | 0          |
| R. Mager        | 11            | 0             | 0             | 0             | 1                 | 0                 | 0                 | 0                 | 12       | 0      | 0           | 0          |
| A. Maiwald      | 8             | 0             | 0             | 0             | 1                 | 0                 | 0                 | 0                 | 9        | 0      | 0           | 0          |
| F. Nitsche      | 21            | 5             | 1             | 0             | 1                 | 0                 | 0                 | 0                 | 22       | 5      | 1           | 0          |
| M. Sahr         | 1             | 0             | 0             | 0             | 0                 | 0                 | 0                 | 0                 | 1        | 0      | 0           | 0          |
| D. Schlegel     | 37            | 0             | 2             | 0             | 2                 | 0                 | 0                 | 0                 | 39       | 0      | 2           | 0          |
| T. Schlumberger | 33            | 16            | 5             | 1             | 2                 | 1                 | 0                 | 0                 | 35       | 17     | 5           | 1          |
| M. Schmidt      | 36            | 0             | 5             | 0             | 2                 | 0                 | 1                 | 0                 | 38       | 0      | 6           | 0          |
| H. Schweger     | 3             | 0             | 0             | 0             | 0                 | 0                 | 0                 | 0                 | 3        | 0      | 0           | 0          |
| W. Schüler      | 32            | 13            | 6             | 0             | 2                 | 0                 | 1                 | 0                 | 34       | 13     | 7           | 0          |
| H. Stark        | 29            | 0             | 4             | 0             | 2                 | 0                 | 0                 | 0                 | 31       | 0      | 4           | 0          |
| W. Wielga       | 10            | 0             | 1             | 0             | 0                 | 0                 | 0                 | 0                 | 10       | 0      | 1           | 0          |
| A. Wilbois      | 21            | 9             | 0             | 0             | 1                 | 0                 | 1                 | 0                 | 22       | 9      | 1           | 0          |
| T. Zwingel      | 2             | 0             | 0             | 0             | 0                 | 0                 | 0                 | 0                 | 2        | 0      | 0           | 0          |